# Magok állomás
Magok állomás a szöuli metró 5-ös vonalának állomása, mely Kangszo-ku (Gangseo-gu) kerületben található.

## Viszonylatok
| 5-ös vonal                                     | 5-ös vonal | 5-ös vonal                                                              |
| ---------------------------------------------- | ---------- | ----------------------------------------------------------------------- |
| Szongdzsong (Songjeong) Panghva (Banghwa) felé | fő vonal   | Palszan (Balsan) Szangil-tong (Sangil-dong) vagy Macshon (Macheon) felé |